# 샤르퀴트리

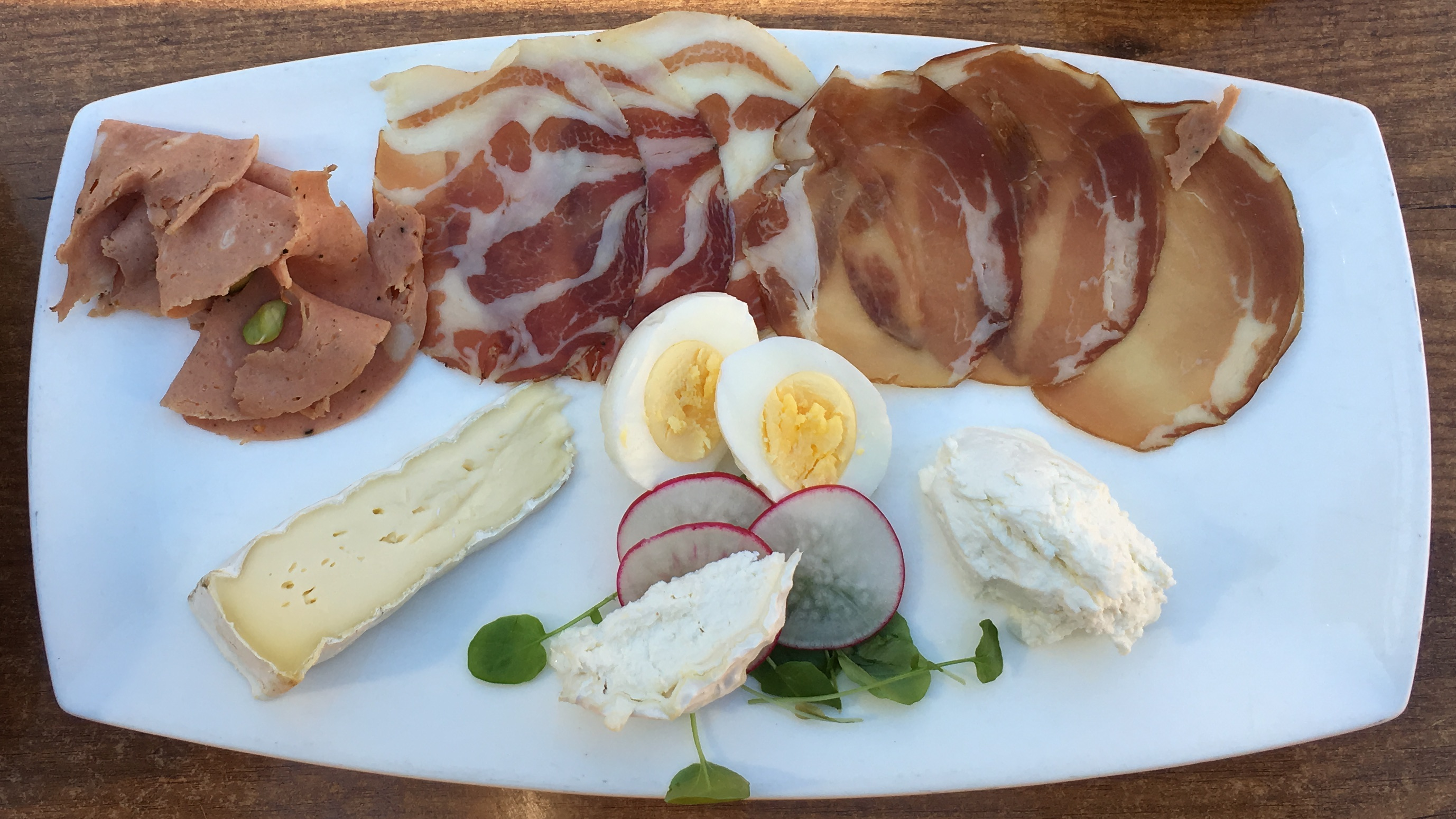
샤르퀴트리와 치즈, 달걀

샤르퀴트리(프랑스어: charcuterie)는 염지 가공한 돼지고기 식품이다. 프랑스에서는 육류를 냉동하는 기술이 등장하기 전에 고기를 저장하고 보존하기 위해 전통적인 방식으로 베이컨, 햄, 소시지, 테린, 갈랑틴, 발로틴, 파테, 콩피 등을 만들었다.

## 같이 보기
- 런천미트